# Riccardo Quartararo

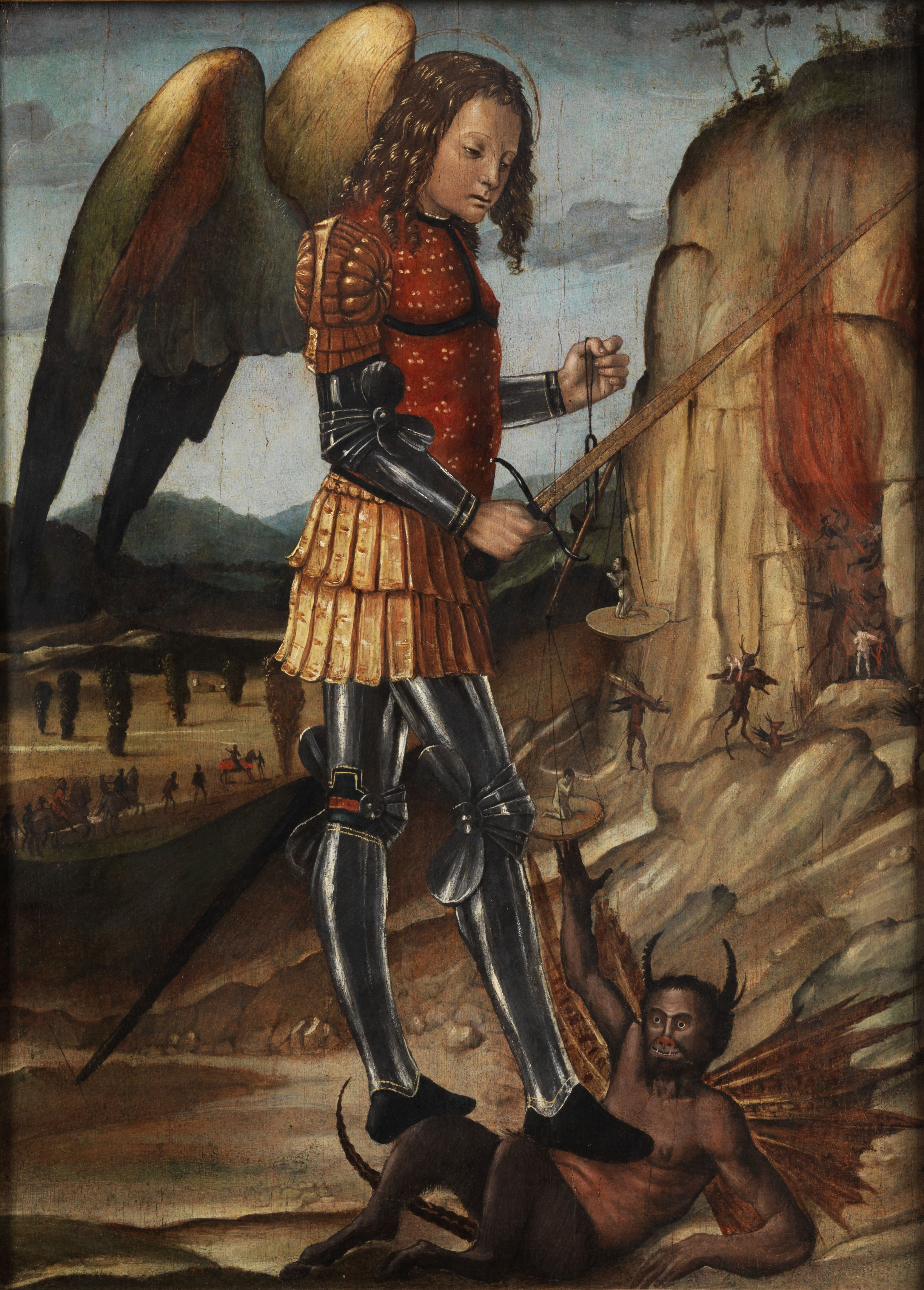
Der Erzengel Michael, Tempera auf Holz, Riccardo Quartararo, vor 1506

Riccardo Quartararo (* 1443 Sciacca; † 1506 in Palermo) war ein italienischer Maler der Renaissance auf Sizilien und in Neapel.

## Leben
1459 kam Quartararo für vier Jahre in die Werkstatt des Malers Pietro Lanzarotto, mit dem er in Naro (Provinz Agrigent) in der Chiesa della Confraternita di Santa Barbara acht Szenen aus dem Leben der Heiligen Barbara malte. Im Vertrag vom 20. Oktober 1459 über künstlerische Arbeiten zwischen der Chiesa di San Giacomo in Trapani und Lanzarotto wurde ausdrücklich sein jugendlicher Gehilfe benannt („pro eodem magistro et quodam eius juvene“).
Am 8. März 1484 erhielt Quartararo den Auftrag, in Trapani eine Ikone zu liefern und am 24. Oktober 1485 ein Banner (Gonfalone) für die Bruderschaft S. Elena in Corleone. Des Weiteren hatte er, laut Vertrag vom 6. November 1489, eine Mariendarstellung für die Chiesa di San Vito in Girgenti (Agrigent) zu malen.
1491 ging er nach Neapel, wo er mit Costanzo de Moysis (um 1450–1524) an Tafelbildern für die Chiesa di San Marcellino, die S. Giovanni a Mare und die S. Trinita in Sessa Cilento arbeitete. Im November 1491 malte Quartararo im Auftrag von Matteo Ferillo ein Bild für dessen Kapelle in der Chiesa Santa Maria la Nuova in Neapel, die erst am 18. November 1492 geliefert wurde, da er noch einen Auftrag für den König Ferdinand I. „Ferrante“ (1458–1494) im Castel Nuovo erfüllen musste. Hierfür erhielt er 20 Dukaten.
Am 4. September 1494 kehrte er nach Sizilien zurück und ließ sich in Palermo nieder, wo er am 24. September des gleichen Jahres einen Vertrag als Zeichner des Chordaches für die Chiesa di Santa Caterina all’Olivella erhielt. Wenig später malte er ein Triptychon für die San Pietro und zwei Apostel für die SS. Pietro e Paolo.
Der vom 27. August 1495 datierte Vertrag verpflichtete Quartararo, für die Kirche des Monasterio di Montevergine in Palermo Fresken zu malen (Christi Geburt, Anbetung der Könige und Mariä Himmelfahrt). Die Fresken wurden beim Umbau der Kirche im 18. Jahrhundert zerstört. Ein weiterer Vertrag vom 27. August 1495 forderte von Quartararo drei Gemälde für die Santa Maria delle Grazie in Palermo (Christi Geburt, Epiphanie und Marientod), und am 5. Mai 1498 bestellte der Konvent San Francesco in Collesano ein Tafelbild (Maria und Heilige).
Auch nach 1500 ist seine Tätigkeit dokumentiert, so malte er eine Mariendarstellung für die Cappella Santa Caterina in der Kathedrale von Palermo. In Verträgen vom 14. und 17. Januar 1501 und am 11. September 1502 erhielt er weitere Aufträge für Tafelbilder, meist Mariendarstellungen.

## Einordnung der Kunst
Quartararos Kunst stand unter deutlichem Einfluss der niederländisch-spanischen Kunst, in die er Elemente der böhmisch-deutschen Malerei einfließen ließ. Die kurz vor 1500 in Neapel vorherrschende Kunst eines Colantonio (um 1420–1460) oder gar eines Antonello da Messina (1430–1479) ließen ihn genau so unbeeindruckt wie die Strömungen der Frührenaissance in Florenz. Seine Kunst blieb der traditionellen Ikonografie verhaftet, wobei er sorgfältig ausformulierte Details und Landschaftshintergründe in seine Bilder integrierte. Die zahlreichen Aufträge in Neapel und auf Sizilien belegen aber, dass gerade diese für ihn typische Bildsprache den Ausschlag für die Auftragsvergabe gab, wohl auch deshalb, weil sie der hier tief verwurzelten Volksfrömmigkeit eher entsprach als die weltgewandte Renaissancekunst Mittel- und Norditaliens.

## Werk (Auswahl)
- Galleria Regionale della Sicilia (Palermo): Bemaltes Kruzifix; Tafelbilder Marienkrönung (1491/92) und Die Heiligen Petrus und Paulus[1]
- Museo Diocesano (Gaeta): Triptychon
- Pfarramt Maria Santissima (Castelbuono): Triptychon Madonna, Kind und Heilige
- Chiesa Santa Maria Maggione (Piedimonte Matese)
- Museo Diocesano di Palermo: Tafelbild